# A Touch of Class (Pang i bygget)
"A Touch of Class" var det allra första avsnittet i Pang i bygget. Avsnittet sändes första gången av BBC 19 september 1975. Detta avsnitt, liksom de andra, har visats ett stort antal gånger i svensk TV. 